# Тенета, Борис Иосифович

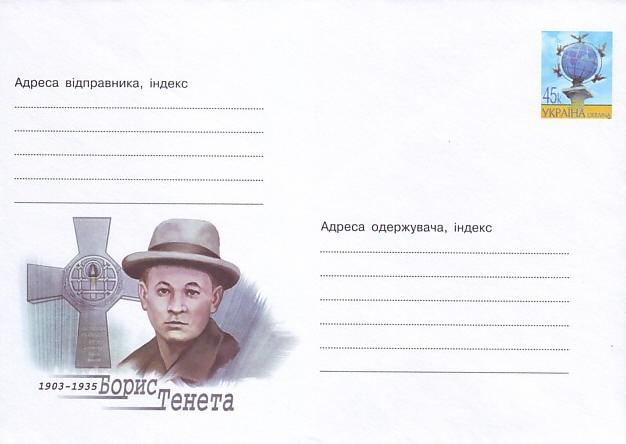
Художественный маркированный конверт Украины, посвященный писателю и поэту Борису Тенете (2003)

Борис Иосифович (Йосафович) Тене́та (укр. Борис Йосипович Тенета, настоящая фамилия — Гурий, укр. Гурій; 1903—1935) — советский украинский поэт и прозаик.

## Биография
Родился в семье учителя. В 1914 году после смерти отца переехал в Екатеринослав. Учился в институте народного образования; в 1927 году перевёлся на третий курс исторического факультета Киевского института народного образования.
В 1921 году в альманахе «Вир революции» (Екатеринослав) появилось сообщение, что молодой украинский поэт Борис Гурий подготовил к печати первый сборник стихов под названием «Чёрный пар» и написал пьесу «Сказка». Его стихи печатались с 1924 года в журналах «Червоний шлях», «Нова громада», «Зоря», «Глобус», «Життя і революція», однако отдельным изданием так и не вышли.
В 1925 году появился рассказ Тенеты «Безработный», в котором автор описал Екатеринослав времён НЭПа.
В Екатеринославе состоял членом группы «Плуг». Переехав в Киев, примкнул к литературному объединению «Ланка» («Звено»), переименованному в 1926 году в Мастерскую революционного слова (МАРС).
В роковые для украинской литературы 1930-е годы последовали аресты друзей Тенеты — В. Пидмогильного, Е. Плужника, Г. Косынки и др. Тенета обратился с письмами к Сталину и Горькому с просьбой вмешаться в ситуацию на Украине. Последняя журнальная публикация писателя появилась в 1934 году.
20 января 1935 года арестован на Кавказе, куда он поехал к семье, и доставлен в Киев. Покончил с собой в Лукьяновской тюрьме.
Дочь Тенеты с матерью жили в Москве.

## Избранные произведения
- Письма из Крыма / Листи з Криму. — К., 1927.
- Гармония и свинарник / Гармонія і свинушник. — К., 1928.
- Десятая секунда / Десята секунда. — К., 1929.
- Будни / Будні. — К., 1930.
- Ненависть / Ненависть. — К., 1930.
- Пьяницы / П’яниці. — К., 1930.
- В бою / В бою. — К., 1931.
- Будни / Будні. — Х., 1934.